# リチャード・キングスコート
リチャード・キングスコート（英語: Richard Kingscote、1986年7月19日 - ）とはイギリスの騎手である。

## 経歴
ウェストン＝スーパー＝メア出身のキングスコートは競馬と関わりのない家で生まれ育ち、子供の頃から乗馬を始めた。英国競馬学校を卒業後、ロジャー・チャールトン厩舎所属となる。
2004年に初勝利を挙げる。2008年にトム・ダスコム厩舎へ転属し、同年のジュライステークスをClassic Blade騎乗で勝利し、重賞初制覇。
2014年にアイリッシュセントレジャーをBrown Panther騎乗で勝利し、GI初制覇。その後腕と鎖骨を落馬事故で骨折したものの復帰し、同馬で2015年のドバイゴールドカップを優勝する。
2022年にエプソムダービーをデザートクラウン騎乗で勝利し、ダービージョッキーになる。キングスコートのダービー騎乗は2018年のKnight to Behold以来の2回目であった。
2024年に短期騎手免許制度を利用し初来日。免許期間は1月6日から2月29日の間で、身元引受調教師は木村哲也、契約馬主はサンデーレーシング。1月21日中山競馬場5Rカムフライで1着となり、33戦目にしてJRA初勝利を挙げた。

## 主な勝鞍

### イギリス
- ジュライステークス - Classic Blade (2008年)
- ダービーステークス - Desert Crown (2022年)
- チャンピオンステークス - Bay Bridge (2022年)
- コモンウェルスカップ - Time for Sandals (2025年)

- サセックスステークス - Qirat (2025年)

### アイルランド
- アイリッシュセントレジャー - Brown Panther (2014年)
- フライングファイブステークス - Havana Grey (2018年)

### アラブ首長国連邦
- ドバイゴールドカップ - Brown Panther (2015年)